# スカファーティ
スカファーティ（伊: Scafati）は、イタリア共和国カンパニア州サレルノ県にある、人口約51,000人の基礎自治体（コムーネ）。

## 地理

### 位置・広がり

#### 隣接コムーネ
隣接するコムーネは以下の通り。
- アングリ
- ボスコレアーレ (NA)
- ポッジョマリーノ (NA)
- ポンペイ (NA)
- サン・マルツァーノ・スル・サルノ
- サン・ヴァレンティーノ・トーリオ
- サンタントーニオ・アバーテ (NA)
- サンタ・マリーア・ラ・カリタ (NA)

## 行政

### 分離集落
スカファーティには、以下の分離集落（フラツィオーネ）がある。
- Bagni, Contrada Cappelle/Ferrovia, Marra-Zaffaranelli, San Pietro, San Vincenzo, Sant'Antonio Vecchio, Trentuno, Ventotto.